# Корнейченко, Юлия Дмитриевна
Юлия Дмитриевна Корнейченко (8 августа 1992) — российская футболистка, полузащитница.

## Биография
Воспитанница астраханской ДЮСШ № 8. В 2008 году стала серебряным призёром первенства России среди девушек в составе сборной Южного федерального округа.
С 2009 года выступала на взрослом уровне за «Кубаночку» (Краснодар), стала победительницей первого дивизиона России 2009 года. В том же году выступала за юношескую сборную Краснодарского края на IV Спартакиаде учащихся России, была капитаном команды.
С 2010 года вместе с «Кубаночкой» играла в высшей лиге. Дебютный матч на этом уровне сыграла 21 апреля 2010 года против клуба «УОР-Звезда», а первый гол забила 4 июня 2010 года в ворота воронежской «Энергии». Всего за два сезона сыграла 42 матча и забила 2 гола в высшей лиге. Во время зимнего перерыва в сезоне 2011/12 покинула команду и прекратила профессиональные выступления.
Вызывалась в юниорскую и молодёжную сборную России. Участница финального турнира чемпионата Европы среди 19-летних девушек 2011 года, на турнире сыграла один матч.
По состоянию на 2015 год включалась в состав спортивных команд инвалидов Астраханской области по футболу и гандболу.